# كين ريد
كين ريد (بالإنجليزية: Ken Reed)‏ هو سياسي أسترالي، ولد في 22 يوليو 1944. حزبياً، نشط في حزب العمال الأسترالي. وقد انتخب عضو المجلس التشريعي نيو ساوث ويلز.